# Huyustus

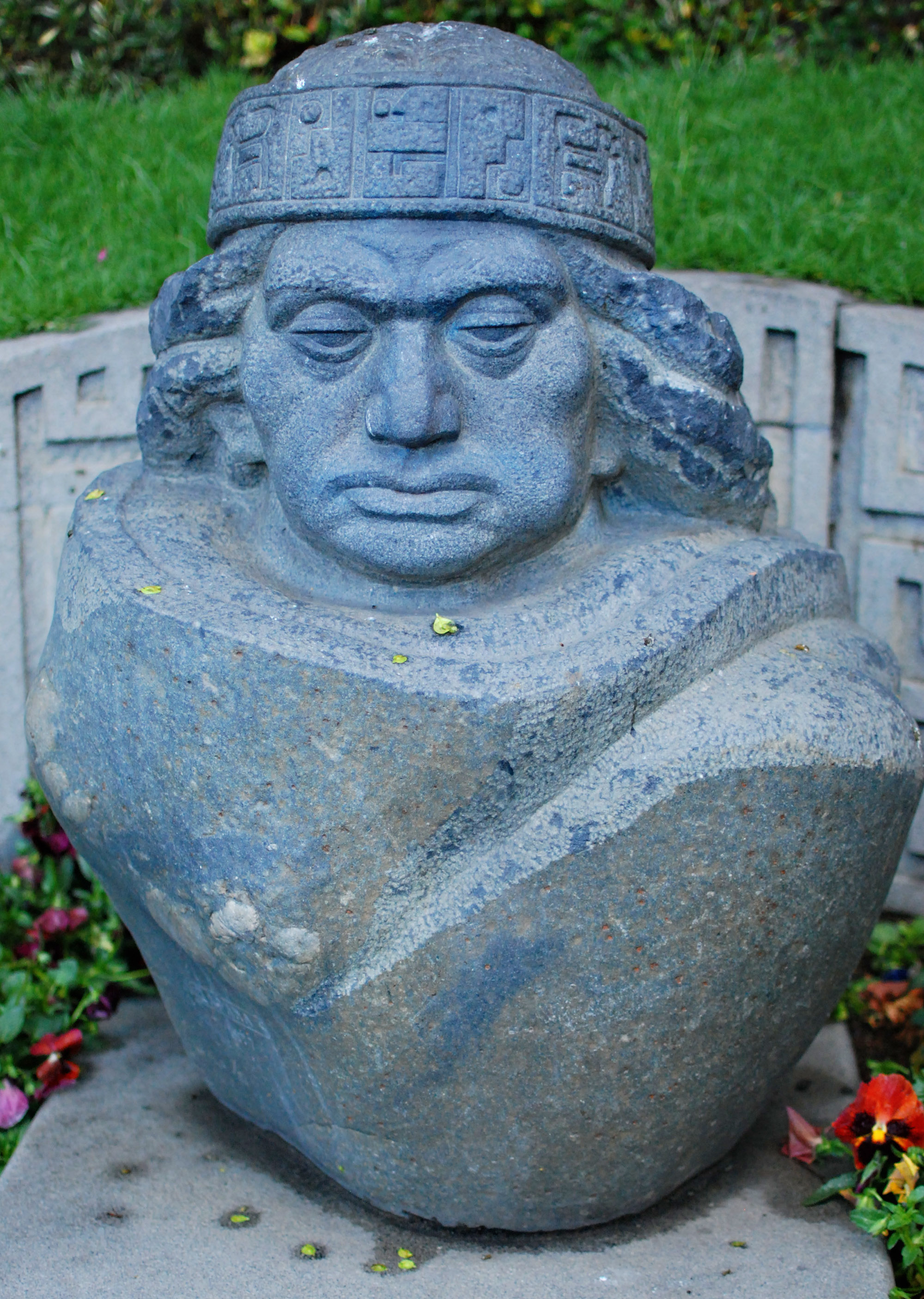
Escultura de Huyustus en el centro de La Paz (Bolivia).

Huyustus es el único nombre que prevalece de la cultura milenaria de Tiwanaku. Al parecer fue un cacique y pensador de la nación andina. Posteriormente el nombre de Huyustus llegaría a los pueblos de la cultura aymara dentro de lo más profundo de sus leyendas.

## Leyenda y Atributos
Dentro de estos parámetros, en la mística del Ande el nombre de Huyustus se pierde en la noche de los tiempos cuando a él se refieren como «El Enviado que llevó a todo su pueblo al reino de las estrellas»... modo en que los sabios explican la desaparición de toda la civilización andina que precedió a la existente.[cita requerida]
Circula la leyenda oral de que sabios aymaras dicen que Huyustus «era alto, blanco, orejón y barbado, de cabellos y piel como el sol».[cita requerida]
Huyustus lleva el denominativo de Mallku, que en la mística lengua querría decir: maestro, líder, sabio, emperador. Similar traducción se da en el idioma aymara.[cita requerida]
Algunas «estelas» o monolitos de la época tiwanacota nos muestran esculturas de un hombre barbado de mucha importancia. No hay seguridad acerca de si representa a Huyustus o a otro personaje de la misma casta.
De alguna manera este líder tiwanacota dejó legados herméticos a los pueblos primitivos que quedaron en el Altiplano; entre ellos un linaje que permanecía oculto y que de cuando en cuando se manifestaba para dar normas a los pueblos. Es el caso de uno de sus descendientes más famosos, el fundador del Imperio Incaico: Mallku Kápacg, de quien luego el vulgo solo conocería el nombre popular de Manco Cápac.
También la deformación del tiempo en las tradiciones incaicas daría el apelativo de «cruel» al legendario nombre, porque «hizo desaparecer toda una civilización», olvidando ya la enseñanza espiritual del mito; sucedería lo mismo con gran parte del conocimiento tiwanacota-aymara.[cita requerida]

## Homenajes
En el centro de La Paz se erige una escultura, obra de Víctor Zapana Serna, en su honor.
En la década de 1950 se puso su nombre a una calle paceña, la que actualmente es una importante calle de comercio y mercado popular. En la década de 1980 Fernando Diez de Medina escribió una tragedia inspirada en la historia de Huyustu.